# 정민찬
정민찬(1988년 2월 19일 ~ )은 대한민국의 발레 무용가, 뮤지컬 배우다.

## 방송
- 불후의 명곡 전설을 노래하다(2021) - 불후와 함께 춤을 특집
- 미스터트롯2 - 새로운 전설의 시작 (2022) - Top40(31위)
- 구해줘!홈즈 (2023)- 의뢰인
- 인간극장 (2023.6.5 ~ 6.9) - '아버지가 돌아오셨다' 편
- 나는 자연인이다 - 오늘 할 일 무조건 내일로 (2023.7.12) 562회 출연

## 음반
- 뮤지컬 〈디아길레프〉 (2022)

## 공연
- 신데렐라 (2015)
- 팬텀 (2015)
- 맘마미아 (2016)
- 벤허 (2017, 2019)
- 시카고 - 청주 (2018)
- 기적의 새 (2018)
- 남경주와 함께 떠나는 뮤지컬 여행 - 경기 광주 (2018)
- 안나 카레니나 (2018)
- 니진스키 (2022)
- 디아길레프 (2022)
- 소월의 꿈 (2022)

## 수상
- 제2회 한국뮤지컬어워즈 앙상블상 (2018)
- 예그린 뮤지컬어워즈 앙상블상 (2017)